# A Long Way Gone: Memoirs of a Boy Soldier
Muito longe de casa: memórias de um menino-soldado é um livro de memórias pela criança soldado de Serra Leoa Ishmael Beah. O livro conta a sua história como criança soldado durante a Guerra Civil de Serra Leoa.

## Enredo
O livro começa em Janeiro de 1993, em Serra Leoa, quando Ishmael tinha 12 anos. Ele, seu irmão mais velho e seus amigos deixam o vilarejo de Mogbweno, em Moyamba, onde nasceram, para participar de um show de talentos num vilarejo vizinho, que ficava a alguns dias de caminhada; Quando chegam lá, o grupo descobre que o seu vilarejo-natal foi atacado pela Frente Revolucionária Unida (RUF). 
A partir daquele momento, o grupo passa por um longo processo de fuga da guerra. São capturados por forças rebeldes enquanto tentam encontrar suas famílias. Eventualmente, Ishmael se separa do grupo durante um ataque, e após alguns dias de caminhadas solitárias, se reencontra com amigos de Mogbwemo, para continuar sua jornada de sobrevivência. Eles chegam ao vilarejo de Yele, no distrito de Bonthe, que tornou-se uma base militar do Exército de Serra Leoa.
É ali que Ishmael, seus companheiros e outros refugiados são forçados a se juntar ao exército, visto que o vilarejo estava cercado pela RUF. Estimulados por drogas, filmes de guerra, soldados experientes, desejo de vingança e violência, Ishmael e seus amigos tornam-se assassinos frios e combatem os soldados da RUF torturando-os, humilhando-os e executando-os sumariamente. Alguns anos mais tarde, em Janeiro de 1996, Ishamel e alguns de seus companheiros soldados são liberados do exército pela UNICEF, e levados a um campo de reabilitação em Freetown, capital da Serra Leoa. Contudo, as crianças apresentam um comportamento extremamente explosivo e frio, recusando a ajuda do pessoal da UNICEF, combatendo as crianças de exércitos inimigos e sofrendo com a crise de abstinência, fora os pesadelos dos tempos de guerra que as perseguem. Mesmo diante do temperamento de Ishmael, a enfermeira Esther passa a se interessar pelo garoto. Através de conversas sobre sua infância e sua paixão pelo Hip-Hop, Ishmael começa a se libertar do passado que o persegue.
Após alguns meses, Ishmael é adotado por um de seus tios e passa a morar nos subúrbios de Freetown. Nesse meio-tempo, ele é escolhido para dar um discurso em Nova Iorque para a ONU, falando de suas experiências e os problemas de seu país. Ainda em Nova Iorque, ele conhece Laura Simms, uma contadora de histórias que adotaria ele no futuro.
Em 1998, Freetown é invadida por ambas a RUF e o exército do governo, causando a morte de vários civis. Seu tio também morre, mas por conta de uma doença, cuja cura foi dificultada pela indisponibilidade de farmácias e hospitais em funcionamento. Sozinho, Ishmael decide fugir do país através da fronteira com a Guiné, de onde ele volta para os Estados Unidos para sempre.

## Prêmios
O autor Ishmael Beah foi premiado pelo Quill Award como melhor autor
estreante. Lev Grossman, da revista Time, também colocou o livro na 3º colocação dos melhores livros de não-ficção de 2007.